# Xylocopa dibongoana
Xylocopa dibongoana är en biart som beskrevs av Hans Hedicke 1923. Xylocopa dibongoana ingår i släktet snickarbin, och familjen långtungebin. Inga underarter finns listade i Catalogue of Life.